# Calycina citrina
A Calycina citrina é uma espécie de fungo pertencente à família Pezizellaceae. Este fungo produz pequenas taças amarelas com até 3 mm de diâmetro, frequentemente sem estipes, que crescem em grupos ou aglomerados densos sobre madeira decídua em decomposição que perdeu sua casca. A espécie, amplamente distribuída, pode ser encontrada no norte da África, Ásia, Europa, América do Norte, América Central e América do Sul. Aparecendo no final do verão e no outono, o fungo é relativamente comum, mas passa despercebido devido ao seu tamanho reduzido. Existem várias espécies semelhantes que, na maioria dos casos, podem ser diferenciadas por variações na cor, morfologia ou substrato. Microscopicamente, C. citrina distingue-se dessas espécies semelhantes por seus esporos elípticos, que possuem uma partição central e uma gota de óleo em cada extremidade.

## Taxonomia
A espécie foi originalmente descrita na Europa em 1789 pelo naturalista alemão August Batsch como Peziza citrina. Elias Fries sancionou esse nome no segundo volume de sua obra Systema Mycologicum (1821). Jean Louis Émile Boudier transferiu a espécie para o gênero Calycella em 1885. Outro nome histórico para o fungo deriva de Octospora citrina, descrito por Johann Hedwig em 1789. Fries associou o nome de Hedwig ao gênero Helotium em 1846, e por várias décadas o fungo foi conhecido como Calycella citrina ou Helotium citrinum, dependendo do conceito genérico aceito por cada autor. Em uma publicação de 1974, Richard P. Korf observou que o nome genérico Helotium competia com um gênero de basidiomicetos de mesmo nome e, conforme as regras do Código Internacional de Nomenclatura Botânica, a versão ascomiceta do nome precisava ser abandonada, pois a versão basidiomiceta, sancionada por Fries em 1832, tinha prioridade. Ele também apontou que o nome genérico Calycella não podia ser usado, pois é sinônimo de um nome mais antigo, Calycina, que inclui espécies com relação taxonômica distante de Helotium citrinum. Assim, Korf transferiu formalmente Helotium citrinum para Bisporella, criando a nova combinação Bisporella citrina. Ele ainda destacou que, como Bisporella foi publicada por Pier Andrea Saccardo em 1884, tinha prioridade sobre Calycella de Boudier, de 1885, que desde então tem sido tratada como sinônimo de Bisporella. Estudos moleculares de 2013 tornaram Bisporella sinônimo de Calycina e o nome da espécie passou a ser Calycina citrina.
O epíteto específico citrina vem do latim citrin, que significa "amarelo-limão".

## Descrição
Os ascomas começam como glóbulos esféricos e fechados antes de se expandirem. Os ascomas lisos e de cor amarelo vivo, são pequenos — geralmente com menos de 3 mm de diâmetro e até 1 mm de altura — e têm formato de taça rasa ou disco. A superfície interna é lisa e amarelo brilhante, enquanto a externa é de um amarelo mais claro. Na esporada, a cor dos esporos é branca. O estipe é largo, de cor amarelo-pálido e curto ou quase ausente; quando presente, raramente ultrapassa 1 mm. Os ascomas podem ser tão numerosos que suas formas ficam distorcidas pelo excesso de aglomeração. Quando secos, tornam-se enrugados e adquirem uma cor marrom-alaranjada opaca. Não possuem sabor ou odor distintos e não são comestíveis.
Os esporos lisos são aproximadamente elípticos, medindo 8–14 por 3–5 μm; na maturidade, possuem uma parede transversal e gotas de óleo em ambas as extremidades. Os ascos (células portadoras de esporos) medem 100–135 por 7–10 μm. As paráfises têm formato de cilindros estreitos com diâmetros de até 1,5 μm, e extremidades arredondadas ou ligeiramente clavadas. O β-caroteno é o pigmento predominante responsável pela cor amarela do ascoma.

### Espécies semelhantes
Há vários discomycetos amarelos pequenos com os quais a C. citrina pode ser confundida. Semelhantes incluem a Hymenoscyphus fructigenus, que cresce em bolotas e castanhas de nogueira caídas. O fungo Chlorociboria aeruginascens forma taças azul-esverdeadas e tinge seu substrato da madeira de azul-esverdeado. A Lachnellula arida tem até 6 mm de diâmetro, com pelos ao redor da borda da taça, e sua superfície externa é coberta por pelos curtos e marrons. Os ascomas de Bisporella sulfurina têm coloração semelhante a C. citrina, mas são menores e crescem em grupos sobre estroma fúngico escurecido e velho na madeira. Espécies de Phaeohelotium parecem similares, e espécies de Orbilia produzem discos menores. Pithya e Chloroscypha crescem em folhagem de coníferas. As taças de Arachnopeziza têm superfície felpuda.
Outras semelhantes incluem espécies de Hymenoscyphus, como H. calyculus, distinguíveis por seus estipes evidentes e crescimento em detritos lenhosos menores, como galhos, em vez de troncos. Outros discomycetos amarelos pequenos têm margens franjadas ou peludas, como Anthracobia melaloma, que cresce sobre ou perto de musgos, e não em madeira. Chlorosplenium chlora é outro fungo em taça pequeno que se assemelha a C. citrina. Tem superfície externa amarelo brilhante, mas o himênio desenvolve tons esverdeados com o tempo. O fungo Dacrymyces stillatus é geralmente menor, mas pode atingir dimensões próximas às de C. citrina; similar na cor, seus ascomas são mais frequentemente amorfos do que em forma de taça. Outro fungo em taça que cresce em madeira morta de faia é Neobulgaria pura, mas seus ascomas são maiores, variando de 2 a 4 cm.
Também são semelhantes Bisporella pallescens, Dacrymyces capitatus, Guepiniopsis alpina e membros de Octospora.
|                         |                      |                   |
| Hymenoscyphus calyculus | Dacrymyces stillatus | Lachnellula arida |

## Distribuição
A Calycina citrina é saprófita, obtendo nutrientes pela decomposição de moléculas orgânicas complexas em moléculas mais simples. Os ascomas são tipicamente encontrados crescendo em aglomerados densos na superfície de madeira podre (especialmente árvores decíduas), especialmente faias. Também foram observados crescendo sobre os ascomas do fungo poliporo Daedaleopsis confragosa. Em um estudo sobre a sucessão ecológica de fungos associados à decomposição de uma faia saudável de 120 anos derrubada por ventos fortes, C. citrina foi encontrada na madeira cerca de três anos após a queda. Apareceu após colonizadores iniciais como Quaternaria quaternata, Tubercularia vulgaris (forma anamórfica de Nectria cinnabarina [en]) e Bulgaria inquinans, sendo seguida por Stereum hirsutum e Nectria cinnabarina.

## Ecologia
O fungo, de ampla distribuição, é conhecido no norte da África, Ásia, Europa, América do Norte, América Central e América do Sul, Austrália, e Nova Zelândia. É um dos discomycetos pequenos mais comuns.